# Megaselia kodongi
Megaselia kodongi är en tvåvingeart som beskrevs av Ronald Henry Lambert Disney 1986. Megaselia kodongi ingår i släktet Megaselia och familjen puckelflugor. Inga underarter finns listade i Catalogue of Life.